# Белая мечеть (Астрахань)
Белая мечеть (ног. Ак мешит; тат. Ак мәчет) — мусульманское культовое здание в Астрахани по адресу ул. Зои Космодемьянской, 41/15. Находилась на территории юртовской слободы Тияк.

## История
Старейшая мечеть в городе. Построена в камне в формах позднего классицизма в 1810 году на средства татарина Бухарского двора купца первой гильдии Давида Измайлова на месте прежней деревянной мечети. Первое письменное упоминание относится к 1777 году.
Мечеть представляла собой одноэтажный молельный зал с полукруглым выступом михраба с южной стороны. С северной же стороны зала расположен минарет, окруженный галереями. Молельный зал состоял из двух частей — высокой, увенчанной граненным куполом, с юга и низкой, под двускатной крышей, с севера. Помещения внутри разделены каменной стеной с тремя арочными проемами. По периметру стен северного помещения была расположена галерея-антресоли для женщин.
Территория, относящаяся к этой мечети, называлась приходом Нурали мирзы Урусова. В народе его также именовали «приход ата мурзы или Мурзатай» (ата – отец, почтительное обращение уважаемому человеку, старшему по возрасту). В метрических книгах также встречается название «приход Акмурзы Урусова». Урусовы были табунными головами юртовских ногаев. Приход был довольно большим, в 1903 году к нему относились 225 мужчин и 210 женщин, а к 1908-1909 годам уже 800 мужчин и 650 женщин.
В Белой мечети с августа 1889 года имамом служил ученик Шихабутдина Марджани юртовский ногай мулла Абдул-Мажит Абдуллин (Абдуллаев), уроженец юртовского села Карагали, отец первого драматурга и выдающегося просветителя ногайского народа Басира Мажитовича Абдуллина и соратник другого видного ногайского просветителя Абдурахмана Умерова. Абдул-Мажит Абдуллин до Марджани учился у местного ногайского муллы Усмана из юртовского села Килинчи.
До него имамом в Белой мечети служил не менее уважаемый имам Абдулазиз Хусаин саид углы (указ от 12 января 1874 года) – ученик дамеллы Умера сына дамеллы Хажиали кари в г. Астрахани, также Багдади дамеллы Мухамеда.
Также служителями этой мечети числились мулла Садык Ходжа Календер Ходжаев (указ от 1865 года), указный мулла Мухаммед Керим Хаджаев (указ от 1872 года), указный мулла Мухаммед Латыф Шаммазанов (указ от 1906 года).
В 1930–1992 годах здание использовалось не по назначению (детский сад, пошивочный цех, пекарня, фанерная фабрика). В это период неоднократно перестраивалось. Решением Астраханского облисполкома № 484 от 22.08.1990 комплекс, состоящий из здания мечети, помещения для омовения и ворот был признан памятником архитектуры. В 1992 году здание было возвращено верующим. К этому времени михраб и минарет были утрачены,  окна растесаны, бывший одноэтажный объем был изменен и разделен перекрытиями на три этажа. В 1997 году при мечети было открыто медресе «Хаджи-Тархан».
В 2000 году началась реставрация мечети. Активная фаза работ пришлась на 2006–2008 годы. Были восстановлены первоначальные объемно-планировочные решения. В 2008 году в реставрации приняли участие специалисты из Казани. Стоимость работ составила около 40 млн. руб. и была выполнена за счет пожертвований мусульман Казани и помощи предприятий Татарстана. 